# Valentino Fois
Pour les articles homonymes, voir Fois.
Valentino Fois (Bergame, le 23 septembre 1973 – Villa d'Almè, le 28 mars 2008) est un coureur cycliste italien, professionnel de 1996 à 2002 et en 2008.

## Biographie
Valentino Fois commence sa carrière professionnelle en 1996 dans l'équipe Panaria-Vinavil. Auteur d'une bonne première saison, avec une victoire d'étape au Tour de Pologne et de bonnes places sur les semi-classiques italiennes (Tour d'Émilie, Coppa Placci, Milan-Turin), il est recruté la saison suivante par la Mapei. Contrôlé positif à la DHEA à deux reprises durant la saison, la commission antidopage du Comité national olympique italien le suspend pour 6 mois.
Ayant rejoint en 2002 l'équipe Mercatone Uno, il est à nouveau suspendu pour dopage, cette fois pour une durée de trois ans. Durant cette période, il fait face à des problèmes de drogue, de dépression, d'anxiété ; en septembre 2007 il est condamné pour vol.
Épaulé par son ami Pavel Tonkov, dont il a été coéquipier chez Panaria et Mapei, il reprend sa carrière en signant un nouveau contrat avec l'équipe Amore e Vita fin 2007. Il décède chez lui quelques mois plus tard, le 28 mars 2008.

## Palmarès

### Palmarès amateur
- 1994
  - Trofeo Quintino Broglia Marzé
- 1995
  - Tour de la Vallée d'Aoste :
    - Classement général
    - 2e, 3e et 4e étapes

  - 2e du Gran Premio Inda

### Palmarès professionnel
- 1996
  - 5e étape du Tour de Pologne
- 1997
  - 3e du championnat d'Italie sur route
- 1999
  - Giro del Mendrisiotto
  - 2e du Mémorial Nencini

## Résultats sur le Tour de France
2 participations
- 1996 : 52e
- 1997 : abandon (12e étape)